# عاقل
عاقل هي قرية في مقاطعة ميانة، إيران. عدد سكان هذه القرية هو 33 في سنة 2006.